# Caecilia corpulenta
Caecilia corpulenta és una espècie d'amfibis de la família Caeciliidae. És endèmica de Colòmbia. Els seus hàbitats naturals inclouen montans humits tropicals o subtropicals, pantans, plantacions, jardins rurals i zones prèviament boscoses ara molt degradades.